# Tilt-shiftobjectief

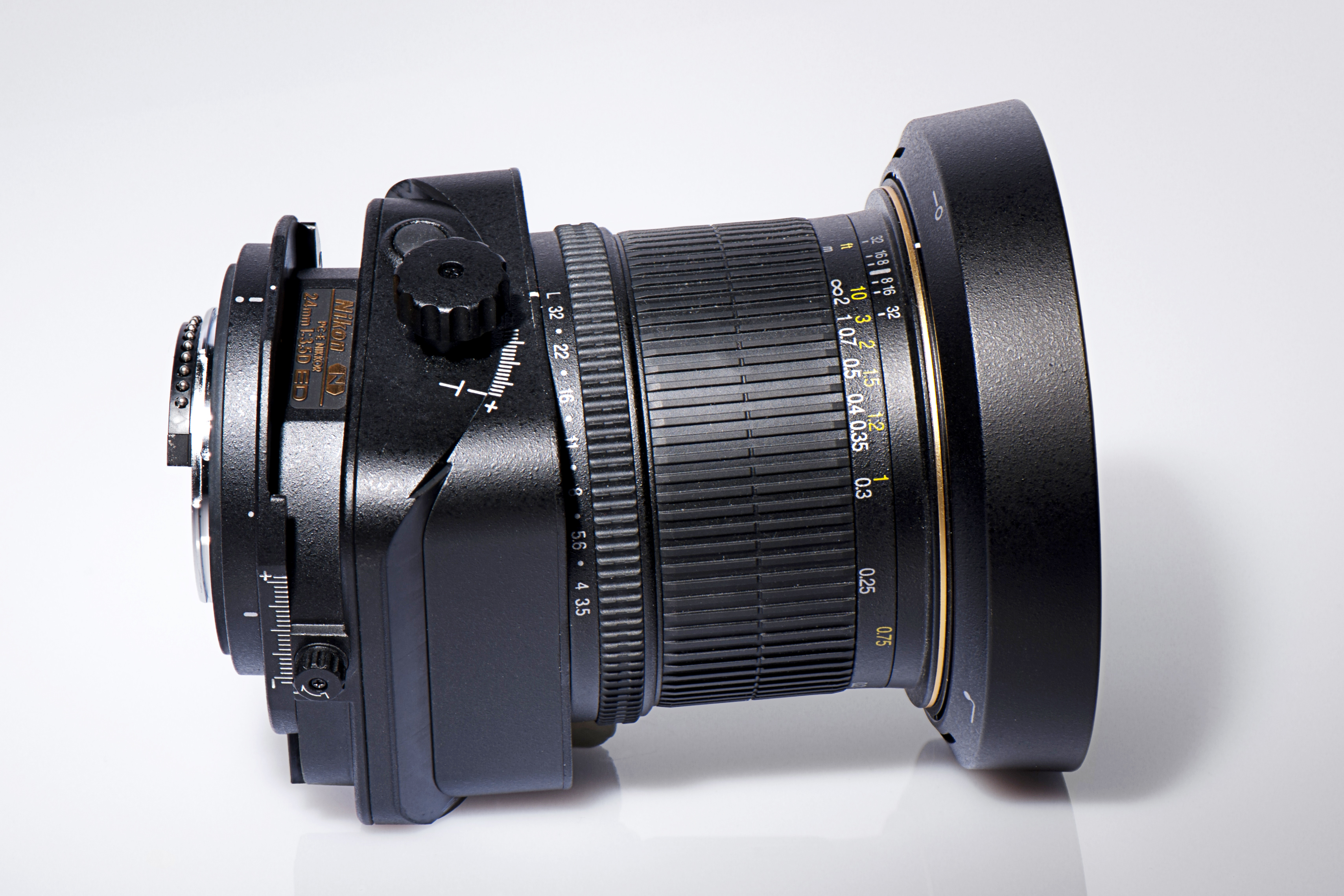
Nikkor PC-E 1-3.5 D ED tilt-shift objectief

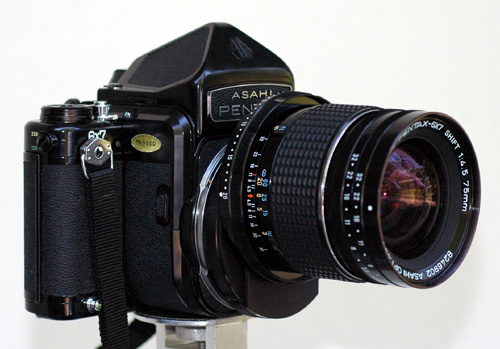
6x7-centimeter-spiegelreflexsysteem met shift-objectief f4.5/75 mm

Een tilt-shiftobjectief is een objectief met bijzondere instelmogelijkheden. Deze zijn:
- een verdraaiing ("tilt") van de as van het objectief ten opzichte van het toestel waarop het objectief is gemonteerd;
- een verschuiving ("shift") van het objectief ten opzichte van het hart van de film of sensor.

Afhankelijk van de uitvoering van de lens zijn de assen waarover deze bewegingen kunnen worden uitgevoerd vast, afhankelijk of onafhankelijk van elkaar instelbaar. Het effect van deze acties is als volgt:

## Tilt-actie
Door de as van de lens ten opzichte van de film of sensor te draaien, verandert het vlak waarin het beeld scherp wordt weergegeven ten gevolge van het Scheimpflug-principe. Het effect hiervan is vooral merkbaar wanneer de scherptediepte klein is, dus bij een groot diafragma. Hierdoor kunnen twee tegenovergestelde effecten worden bereikt: men kan een voorwerp van voor naar achter scherp in beeld krijgen, wat vooral bij productfotografie wordt toegepast, of men kan juist een klein deel van de opname scherp maken, wat een verkleinende werking heeft. Het laatste wordt ook wel bereikt met een digitale tilt-shiftbewerking.

## Shift-actie
Door de as van de lens ten opzichte van het hart van de film of sensor te verschuiven, verandert schijnbaar het perspectief: hoge gebouwen kunnen op deze wijze worden weergegeven alsof men er van zeer grote afstand naar kijkt. De shift-actie zorgt ervoor dat de gebouwen in een stadslandschap niet naar elkaar toe lijken te vallen. Bij architectuurfotografie wordt vooral van deze actie gebruikgemaakt. Er bestaan ook objectieven die uitsluitend een shift-actie hebben.
Het tilt-shiftobjectief is de moderne opvolger van de technische lens, maar heeft wat beperkter mogelijkheden.
Het shift-effect kan tegenwoordig ook achteraf worden toegepast met fotobewerkingssoftware.